# Acropora striata
Acropora striata là một loài san hô trong họ Acroporidae. Loài này được Verrill mô tả khoa học năm 1866.